# Circuito Brasileiro de Voleibol de Praia Feminino de 2018–19
O Circuito Brasileiro de Voleibol de Praia Feminino de 2018-19, também chamado de Circuito Banco do Brasil de Vôlei de Praia Open, foi a vigésima sétima edição da principal competição nacional de Vôlei de Praia na variante feminina, iniciado em 11 de setembro de 2018.

## Resultados

### Circuito Open 2018-19
| Evento                                                                 | Ouro                                    | Prata                                  | Bronze                                 | Quarto lugar                           |
| 1ª Etapa Palmas, Tocantins 11 a 16 de setembro de 2018.                | / Ana Patrícia Ramos Rebecca Cavalcante | / Tainá Bigi Victória Tosta            | Bárbara Seixas Fernanda Berti          | /Juliana Silva Andressa Cavalcanti     |
| 2ª Etapa Vila Velha, Espírito Santo 23 a 28 de outubro de 2018.        | Bárbara Seixas Fernanda Berti           | Maria Elisa Antonelli Carolina Solberg | /Juliana Silva Andressa Cavalcanti     | /Josimari Alves Liliane Maestrini      |
| 3ª Etapa Campo Grande, Mato Grosso do Sul 19 a 24 de novembro de 2018. | /Ágatha Bednarczuk Duda Lisboa          | Bárbara Seixas Fernanda Berti          | Maria Elisa Antonelli Carolina Solberg | /Talita Antunes Taiana Lima            |
| 4ª Etapa São Luís, Maranhão 23 a 27 de janeiro de 2019.                | / Ana Patrícia Ramos Rebecca Cavalcante | /Ágatha Bednarczuk Duda Lisboa         | /Talita Antunes Taiana Lima            | /Juliana Silva Andressa Cavalcanti     |
| 5ª Etapa Fortaleza, Ceará 20 a 24 de fevereiro de 2019.                | Maria Elisa Antonelli Carolina Solberg  | /Ágatha Bednarczuk Duda Lisboa         | /Talita Antunes Taiana Lima            | Bárbara Seixas Fernanda Berti          |
| 6ª Etapa Natal, Rio Grande do Norte 20 a 24 de março de 2019.          | / Ana Patrícia Ramos Rebecca Cavalcante | / Tainá Bigi Victória Tosta            | Bárbara Seixas Fernanda Berti          | /Talita Antunes Taiana Lima            |
| 7ª Etapa João Pessoa, Paraíba 9 a 14 de abril de 2019.                 | Bárbara Seixas Fernanda Berti           | /Talita Antunes Taiana Lima            | /Ágatha Bednarczuk Duda Lisboa         | Maria Elisa Antonelli Carolina Solberg |

## Ranking Final

### Premiações individuais
Os destaques da temporada foram ː
| MVP                     | Bárbara Seixas      | Espírito Santo (estado) |
| Melhor Ataque           | Ana Patrícia Ramos  | Minas Gerais            |
| Craque da Galera        | Ágatha Bednarczuk   | Paraná                  |
| Melhor Bloqueio         | Ana Patrícia Ramos  | Minas Gerais            |
| Melhor Saque            | Andressa Cavalcanti | Paraíba                 |
| Melhor Recepção/Passe   | Rebecca Cavalcante  | Ceará                   |
| Melhor Defesa           | Taiana Lima         | Ceará                   |
| Melhor Levantadora      | Taiana Lima         | Ceará                   |
| Atleta que mais evoluiu | Victória Tosta      | Mato Grosso do Sul      |
| Revelação               | Vitória Rodrigues   | Rio de Janeiro          |
| Melhor Técnico          | Ricardo de Freitas  | Rio de Janeiro          |